# Edifici d'habitatge al carrer Apodaca, 30 (Tarragona)
L'Edifici d'habitatge al carrer Apodaca, 30 és una obra modernista de Tarragona protegida com a Bé Cultural d'Interès Local.

## Descripció
Edifici que fa cantonada entre el carrer Apodaca i el de Barcelona, essent la façana d'aquest últim més llarga. Tots els buits són iguals i tots estan rematats amb idèntics motius decoratius modernistes. La barana dels balcons té elements quasi vegetals.

## Història
El 1946 s'amplià l'edifici, segons projecte de l'arquitecte Antoni Pujol i Sevil.